# آنابلا (یوتا)
آنابلا (به انگلیسی: Annabella) شهری در ایالت یوتا کشور ایالات متحده آمریکا است که جمعیت آن در سرشماری سال ۲۰۱۰ میلادی، ۷۹۵ نفر بوده‌است.